# Susup
Susup is een bestuurslaag in het regentschap Bengkulu Tengah van de provincie Bengkulu, Indonesië. Susup telt 610 inwoners (volkstelling 2010).